# Fortaleza de Minas
Fortaleza de Minas là một đô thị thuộc bang Minas Gerais, Brasil. Đô thị này có diện tích 218,854 km², dân số năm 2007 là 3837 người, mật độ 17 người/km².